# Паралепа
Па́ралепа (ест. Paralepa alevik) — селище в Естонії, у волості Рідала повіту Ляенемаа.

## Населення
Чисельність населення на 31 грудня 2011 року становила 306 осіб.

## Географія
Селище розташоване в південно-західному передмісті муніципалітету Хаапсалу. Паралепа на півдні межує з селом Кілтсі.
Через населений пункт проходить автошлях 9 (Еесмяе — Хаапсалу — Рогукюла).